# Gij zult niet begeren (hoorspel)
Gij zult niet begeren (in de radiogids aangekondigd als De vrouw van een ander) is een hoorspel van Wim Bischot. De AVRO zond het uit op donderdag 3 februari 1977, van 20:10 uur tot 21:10 uur, met omlijstende muziek van Else van Epen-de Groot. De regisseur was Dick van Putten.

## Rolbezetting
- Wim van den Brink (Mozes)
- Tine Medema (de oude vrouw
- Dick Scheffer (Simeon)
- Willy Brill (Lea)
- Els Buitendijk (Thamar)
- Jan Verkoren, Hans Hoekman & Ad Fernhout (drie herders)

## Inhoud
Dit hoorspel is gebaseerd op het Bijbelboek Deuteronomium, waarin Mozes de wetten herhaalt en er een vermanende prediking aan toevoegt: “Gij zult niet begeren.” De oude Simeon is, na de dood van zijn vrouw, hertrouwd met de jongere Lea. Haar vader kreeg daarvoor vee in ruil. Simeons dochter Thamar zou, na de dood van haar moeder, geen liefde van haar vader meer hebben ontvangen en zocht die elders. Nu zij volwassen en zeer mooi vrouw is geworden, brengt zij de mannen in het kamp het hoofd op hol. Simeon beklaagt zich over zijn dochter bij Mozes, die belooft met haar te zullen spreken. Maar de man speelt een dubbel spel, zoals zijn dochter doet met Lea, haar jonge stiefmoeder, die ook hunkert naar liefde, die zij van Simeon niet krijgt. Maar Mozes zegt: “Alleen hij die gehoorzaamt aan de geboden, zal leven volgens de beschikking van God.”